# Bosak żeberkowany
Bosak żeberkowany (Abax parallelus) – gatunek chrząszcza z rodziny biegaczowatych i podrodziny dzierowatych.

## Taksonomia
Gatunek ten opisany został po raz pierwszy w 1812 roku przez Caspara Erasmusa Duftschmida pod nazwą Carabus parallelus. Wyróżnia się w jego obrębie dwa podgatunki:
- Abax parallelus parallelus (Duftschmid, 1812)
- Abax parallelus zoufali Mařan, 1927

## Morfologia
Chrząszcz o podługowato-owalnym ciele długości od 12,6 do 17 mm. W przypadku obu płci ubarwiony jest lśniąco czarno z czerwonobrązowymi żuwaczkami i stopami przedniej pary. Zarys ciała ma równoległe boki. Głowa jest mniejsza niż u A. continuus. Przedplecze jest kwadratowawe, ku tyłowi wyraźnie zwężone, aczkolwiek o krawędzi przedniej wyraźnie węższej niż tylna, a krawędziach bocznych zafalowanych przed tylnymi kątami. Powierzchnia przedplecza zaopatrzona jest w podłużną bruzdę przez środek oraz niepunktowane dołki przypodstawowe. Pokrywy mają całkowicie obrzeżone, znacznie od przedplecza szersze podstawy, niewystający lub co najwyżej ledwo co wystający ząbek w kątach barkowych, niewyraźnie punktowane rzędy, w tym rząd ósmy punktowany pośrodku znacznie rzadziej niż z przodu i z tyłu, żeberkowato wysklepione międzyrzędy, których jest osiem z dwoma dodatkowymi przy zewnętrznej krawędzi wierzchołkowej części. Na każdej pokrywie występować może jeden lub dwa chetopory (punkty szczecinkowe) przytarczkowe, ale może ich też być brak zupełnie. Skrzydła tylnej pary są uwstecznione. 
Stopy cechują się ostatnim członem nagim od spodu.

## Ekologia i występowanie
Owad rozmieszczony od nizin po góry, jednak na nizinach znajdowany sporadycznie. Zasiedla lasy. Postacie dorosłe aktywne są od wiosny do jesieni i stanowią stadium zimujące. Polują na bezkręgowce, zwłaszcza owady i ślimaki.  Samice wykazują troskę rodzicielską o potomstwo, strzegąc złożonych w butwiejącej kłodzie, pniaku czy pod kamieniem jaj przez okres około trzech tygodni, aż do wylęgu larw, nie przyjmując wówczas pokarmu.
Gatunek palearktyczny. Podgatunek nominatywny znany jest z Wielkiej Brytanii, Francji, Belgii, Holandii, Niemiec, Szwajcarii, Liechtensteinu, Austrii, Włoch, Polski, Czech, Słowacji, Węgier, Ukrainy, Mołdawii, Rumunii, Bułgarii, Słowenii, Chorwacji, Bośni i Hercegowiny oraz Serbii. Podgatunek A. p. zoufali jest endemitem Serbii.